# 電流環
電流環是一種類比的電子信号，可以用二條導線進行遠端監控或是控制的應用，利用電流來傳遞訊號，線上同一時間只會有一個電流命令。
電流環主要的應用是用在过程控制應用中的業界標準 4–20 mA電流環，廣泛的用在儀表和PID控制器、数据采集与监控系统（SCADA）以及可编程逻辑控制器（PLC）之間的信號傳輸。4–20 mA信號也用來傳送控制器輸出給調變的現場設備（例如控制閥）。電流環的好處是簡單，並且抗雜訊能力高。在國際上有大量的使用者以及設備供應商。有些4–20 mA現場設備可以用電流環供電，不需額外的電源，而HART通訊協定利用電流環進行設備和控制器之間的通訊。有許多自動化通訊協定可以取代類比的電流環，但4–20 mA仍然是主要的工業標準之一。

## 過程控制的4–20 mA電流環
在工業过程控制中，常用模擬信號 4–20 mA 電流環作為電子信號傳輸，4 mA對應0%的量測量或是控制量，20 mA對應100%的量測量或是控制量。可以用電流環傳送現場感測器的信號，也可以傳送要給致動裝置（例如閥）的控制信號。
電流環的主要好處如下：
- 電流環可以為遠端設備供電，電源由控制器提供，因此不需要額外給遠端設備的電源線。許多儀表製造商的4–20 mA感測器是透過電流環供電的。
- 表示0%的信號為「有供電的0」，也就是4 mA，因此現場傳感器沒有信號輸出時也可以提供電源。
- 信號是電流信號，其精準度不會受到互連接線的電壓降影響。
- 抗雜訊的能力強，因為接線多半是雙絞線，而本身也是低阻抗電路。
- 可以自我監測，電流低於3.8 mA或高於20.5 mA都視為故障[1]
- 可以使用長導線（長度會受電阻以及可以提供的電壓所限制）
- 只要電流環上的電阻沒有超過允許值，可以在電流環上加上燈號，由電流環供電
- 利用電阻即可轉換為電壓
- 電流環供電的電流轉壓強（I to P）轉換器可以將4–20 mA的電流信號轉換到3–15 psi 的壓強輸出，提供給控制閥，因此4–20 mA電流信號可以整合到現有的氣壓系統中。

現場儀表量測的訊號有压强、温度、水位、體積流率、PH值或其他的物理量。電流環可以用來控制閥門位置或是其他輸出执行器。因為儀表的輸入端子可能有一個電流環的輸入是接到外殼（接地）。若要串接數個儀表，可能需要類比隔離器。
電流值和過程變數之間的關係可以透過校正來設定，將4到20 mA的信號範圍轉換為不同的工程單位。工程單位和電流之間的關係不一定要正相關。4 mA可以對應工程單位最大值，20 mA可以對應工程單位最小值。

### 主動設備以及被動設備
依電流環的電流來源，設備可以分為是「主動」（提供電流環電源）或是「被動」（需要電流環提供電源）。例如圖表記錄器可以提供電流環電源，也可以提供壓強傳感器，壓強傳感器調整電流環上的電流，送訊號給圖表記錄器，但壓強傳感器不提供電源，因此是被動設備。另一個電流環可能包括被動（不供供電）的圖表記錄器、被動壓強傳感器，以及24 V電源（電源是主動設備）。「四線」（4-wire）儀表有獨立電源，不需靠電流環來供電。
面板顯示及圖表記錄器有時會稱為「指示設備」或是「過程監控」。數個被動設備可以串接在同一個電流環上，一個電流環只能有一個傳感器，也只能有一個主動設備。

### 類比控制信號的演進

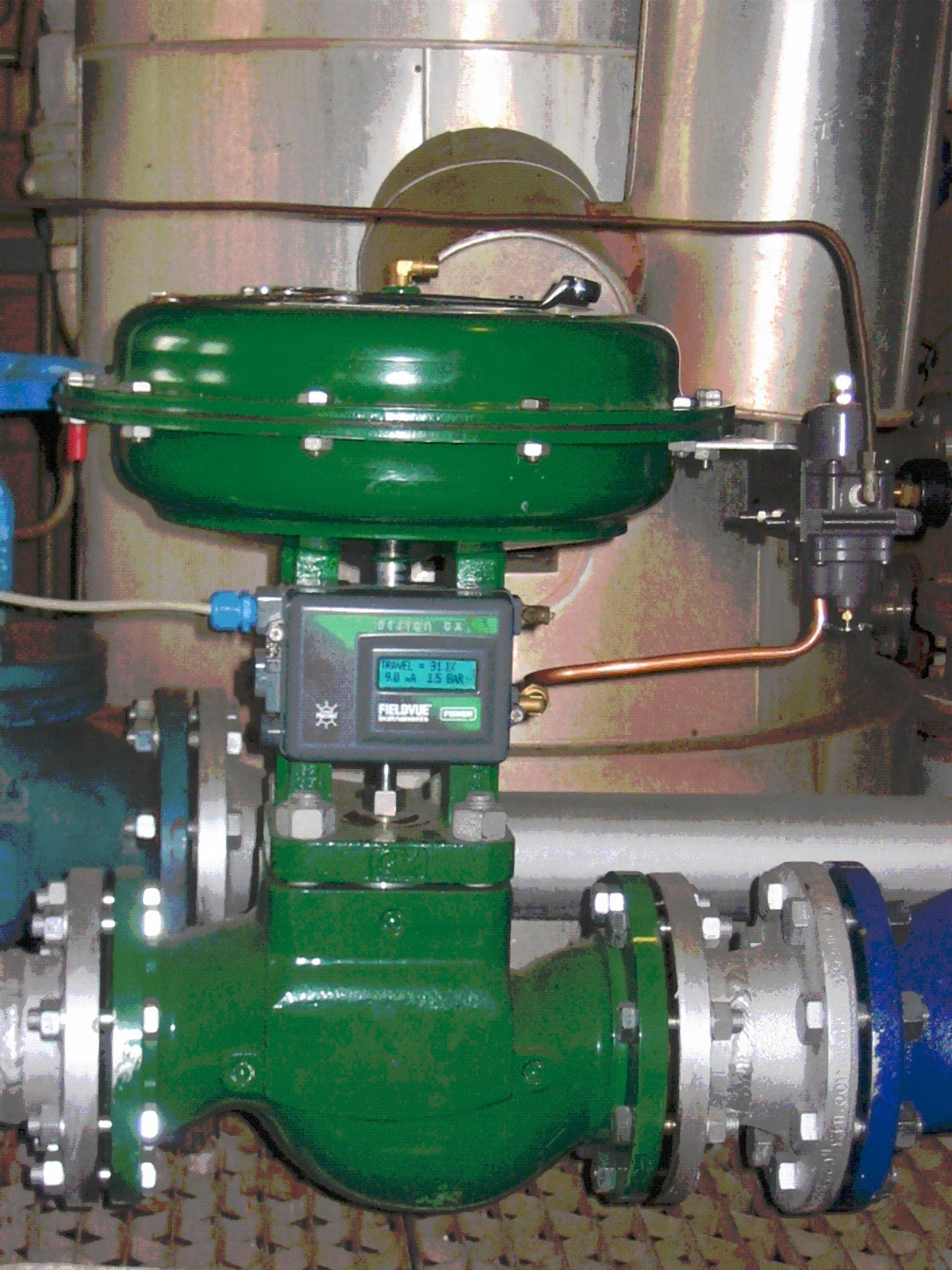
有氣壓膜致動器以及智慧型4–20 mA定位裝罝的控制閥，4–也可以將目前閥的位置以及狀態回授透過電流環傳到控制器

4–20 mA信號是在1950年問世，前身是早期非常成功的3–15 psi氣壓控制信號標準，而當時的電子設備已相當便宜而且可靠，可以當成舊標準的電子版本。3–15 psi標準和4–20 mA有類似之處，都可以作為遠端設備的動力源，而且其零信號有壓力輸出。不過4–20 mA標準比較適合電子控制器。
轉換是漸進的，而且因為現場有大量已裝設的3–15 psi設備，轉換一直延續到21世紀。氣壓閥的運作相較於電子驅動的閥，在成本以及可靠度上都有優勢，因此氣壓致動仍然是工業標準。為了建構混合氣壓和電流訊號的系統，由控制器產生4–20 mA信號，但仍然可以使用氣壓閥，製造商開發了各種的電流－壓強（I to P）轉換器。一般會放在控制閥附近，將4–20 mA電流訊號轉換為3–15 psi（或0.2–1.0 bar）的壓強訊號。此訊號再輸送給閥致動器（或氣壓定位裝罝）。定位裝罝是特制的控制器，有機械連桿連接到致動器的可動部份。確保可以克服摩擦力，並且讓閥控制元件可以移動到理想的位置。也可以用更高的氣壓來讓閥動作。
隨著低價工業微控制器的開發，在1980年代中期，「智能」閥定位裝罝漸漸普及，在新架設的設備中很常使用。其中包括電流－壓強轉換器，以及閥位置以及狀態的監控。後者會透過電流環回傳控制器，使用像是HART通訊協定之類的通訊協定。

## 長距離電路
以往類比電流環曾用在電話線路中，是向各地電話公司租用的線路。當時常用的是4–20 mA的電流環訊號，需要點對點的直流連續性（DC ontinuity）傳輸能力，現今只有少數有專門硬體配線的電話仍使用類比電流環，其他的都已被半導體切換的技術取代了。直流連續性無法透過無線電波、光纖傳播，也無法用多接的多路電話設備傳送。
根據基本的直流電路理論，可知電路上任一點的電流都相同。4–20 mA的電流環電路，長度可以到數英哩。目前仍有舊有使用此一技術的系統。在贝尔系统的電路中，最大會用到125 VDC的直流電壓。

## 離散控制
電流環也可以輸送離散控制的信號，方式是用不同大小的電路表示不同的信號。在單一對信號線上可以有多個控制機能。沒有特定機能通用的電流大小標準。同一機能對應的電流大小可能會隨製造商而不同。目前幾乎通用的是0 mA表示電路故障，若有火災的可能，6 mA表示正常，15 mA可能表示有火災，0 mA是故障信號，表示線路有問題，需告知監控站。有些設備（雙路無線電的遠端控制設備）可以反轉電流的方向，也可以在直流信號上加上音頻信號。
這類設備可以用在許多的場合中。例如可以用電流環驅動避難的警報系統，或是讓交通號誌同步。

## 外部連結
- Fundamentals, System Design, and Setup for the 4 to 20 mA Current Loop （页面存档备份，存于）
- (PDF).   [10 September 2017]. （原始内容 (PDF)存档于2018-10-03）.
- What Voltage do I need to operate my 4...20 mA transducer? （页面存档备份，存于）
- Current signal systems （页面存档备份，存于）
- How to read current loop using arduino （页面存档备份，存于）